# El final del camino
El final del camino es una serie de televisión de Voz Audiovisual para La 1 de TVE y TVG, dirigida por Miguel Alcantud, Óscar Pedraza y Miguel Conde. Está protagonizada por Antonio Velázquez, Begoña Maestre,  Asier Etxeandía, Javier Rey, entre otros. Su estreno fue el 11 de enero de 2017.

## Argumento
Ambientada en la península ibérica en el siglo XI y comienzos del XII, la serie recrea la construcción de la Catedral de Santiago de Compostela a través de las vivencias de tres hermanos afincados en la ciudad gallega. Como trasfondo, personajes históricos intervienen también en la trama, como es el caso del rey Alfonso VI de León, su esposa Constanza de Borgoña, el obispo Diego Gelmírez, la reina Urraca de León o Raimundo de Borgoña, entre otros.

## Reparto

### Temporada única

#### Reparto principal
- Antonio Velázquez - Gonzalo de Catoira
- Javier Rey - Pedro de Catoira †
- Ismael Martínez - Rodrigo de Limia "Animal"
- Begoña Maestre - Elvira
- Guillermo Barrientos - Esteban de Catoira
- Juan Fernández - Obispo Diego Peláez (Capítulo 1 - Capítulo 4)
- Jaime Olías - Obispo Gelmírez (Capítulo 3 - Capítulo 8)
- Joan Massotkleiner - Santiago Apostol
- Antonio Durán "Morris" - Odamiro
- Manuel de Blas - Efraim † (Capítulo 1 - Capítulo 5)
- Xabier Deive - Tomás (Capítulo 1 - Capítulo 5; Capítulo 7 - Capítulo 8)
- Tito Asorey - Simón † (Capítulo 1 - Capítulo 5; Capítulo 7 - Capítulo 8)
- Patricia Peñalver - Urraca I de León (Capítulo 5 - Capítulo 8)
- Juan Díaz - Raimundo de Borgoña † (Capítulo 5 - Capítulo 7)
- Fina Calleja - Jimena †
- Alejandro Martínez - Remo (Serie Completa.8 episodios)

##### Con la colaboración especial de
- Cristina Castaño como Constanza de Borgoña † (Capítulo 1 - Capítulo 6)
- Paco Manzanedo como Yusuf † (Capítulo 1 - Capítulo 2; Capítulo 7)
- Maxi Iglesias - Alfonso I de Aragón "El Batallador" (Capítulo 8)
- Asier Etxeandia como Alfonso VI de León † (Capítulo 1 - Capítulo 7)

#### Reparto secundario
- Antonio Barreiro - Tabernero
- Antonio Mourelos - Gelmiro † (Episodio 1 - Episodio 6)
- Ariadna Polanco - Urraca I de León (niña) (Capítulo 4)
- Carlos Villarino - Rey García (Episodio 1 - Episodio 2)
- Deborah Vukusic - Naima (Episodio 2 al 4)
- Estíbaliz Veiga - Madre de los hermanos Catoira † (Episodio 1)
- Fernando Morán Santamarina - Bernardo (Episodio 1 - Episodio 6)
- Guillermo Carbajo - Marco  (Episodio 6 - Episodio 8)
- Héctor Arteaga - Cantero
- Héctor Carballo - Nuño
- Inti El Meskine - Zaida (Episodio 1 - Episodio 7)
- Iván Teijo - Peregrino
- Jean Dominikiwski - ¿? (Episodio 1 - Episodio 5)
- Kiko Carracedo - Mercenario
- Lois Basallo - Judío
- Machi Salgado - hombre Nuno † (Episodio 3,4)
- Manuel Regueiro - Andrade † (Episodio 1)
- Marcos López - Hombre Andrade, Soldado Compostela y Mercader
- Mighello Blanco - Capitán del Rey † (Episodio 1 - Episodio 7)
- Óscar Casas - Sancho † (Episodio 7)
- Pablo Álvarez - Rey Alfonso VI (18 años) (Episodio 7)
- Pablo Mosquera - Campesino
- Pablo Pose Iesias - Miguel de Arlanza (Episodio 4)
- Paulo Rodríguez - Esteban de Catoira (Pequeño) (Episodio 1)
- Sergi Méndez lopez- Gonzalo de Catoira (Pequeño) (Episodio 1)
- Sergio Barbeito - Pedro de Catoira (Pequeño) (Episodio 1 - Episodio ¿?)
- Toni Salgado - ¿? (Episodio 1 - Episodio 8)
- Laura Núñez- Fátima,hija de Yusuf (episodio 2)

##### Con la colaboración de
- Rafael Rojas -  Harith (Episodio 1 - Episodio 6)
- Hwidar - Nadir † (Episodio 1 - Episodio 4)
- Said El Mouden - Al-Mutamid (Episodio 1 - Episodio 3)
- Nasser Saleh - Musulmán (Episodio 1)

## Episodios y audiencias
| Temporada | Temporada | Episodios | Estreno             | Final              | Audiencia media | Audiencia media | Audiencia media |
| Temporada | Temporada | Episodios | Estreno             | Final              | Espectadores    | Cuota           |                 |
| --------- | --------- | --------- | ------------------- | ------------------ | --------------- | --------------- | --------------- |
|           | 1         | 8         | 11 de enero de 2017 | 1 de marzo de 2017 | 1 392 000       | 8,4%            |                 |

| N.º (serie) | N.º (temp.) | Título                       | Director(s)                    | Guionista(s)                                | Fecha de emisión      | Audiencia         |
| ----------- | ----------- | ---------------------------- | ------------------------------ | ------------------------------------------- | --------------------- | ----------------- |
| 1           | 1           | «Bienvenidos a Compostela»   | Miguel Alcantud                | Xosé Morais, Víctor Sierra y Alberto Guntín | 11 de enero de 2017   | 2 170 000 (13,0%) |
| 2           | 2           | «Héroes anónimos»            | Miguel Alcantud                | Xosé Morais, Víctor Sierra y Alberto Guntín | 18 de enero de 2017   | 1 626 000 (9,8%)  |
| 3           | 3           | «Dos días»                   | Óscar Pedraza                  | Xosé Morais, Víctor Sierra y Alberto Guntín | 25 de enero de 2017   | 1 312 000 (7,5%)  |
| 4           | 4           | «Rebelión»                   | Óscar Pedraza                  | Xosé Morais, Víctor Sierra y Alberto Guntín | 1 de febrero de 2017  | 1 291 000 (7,8%)  |
| 5           | 5           | «La libertad de los hombres» | Miguel Conde                   | Xosé Morais, Víctor Sierra y Alberto Guntín | 8 de febrero de 2017  | 1 303 000 (8,1%)  |
| 6           | 6           | «Libertad»                   | Miguel Conde                   | Xosé Morais, Víctor Sierra y Alberto Guntín | 15 de febrero de 2017 | 1 154 000 (7,1%)  |
| 7           | 7           | «El final de un futuro rey»  | Miguel Alcantud y Miguel Conde | Xosé Morais, Víctor Sierra y Alberto Guntín | 22 de febrero de 2017 | 1 147 000 (7,0%)  |
| 8           | 8           | «La catedral de Santiago»    | Miguel Alcantud y Miguel Conde | Xosé Morais, Víctor Sierra y Alberto Guntín | 1 de marzo de 2017    | 1 132 000 (7,1%)  |